# Bowen (Illinois)
Pour les articles homonymes, voir Bowen.
Bowen, précédemment appelé Bowensburg,  est un village du comté de Hancock dans l'Illinois, aux États-Unis,. Situé au sud-est du comté, il est incorporé le 23 janvier 1899.

## Démographie
Lors du recensement de 2010, le village comptait une population de 494 habitants. Elle est estimée, en 2016, à 477 habitants.

## Source de la traduction
- (en) Cet article est partiellement ou en totalité issu de l’article de Wikipédia en anglais intitulé « Bowen, Illinois » (voir la liste des auteurs).